# Place Verte (Huy)
Pour les articles homonymes, voir Place Verte.
La place Verte  est une place du centre historique de la ville de Huy, dans la province de Liège (Belgique).

## Localisation et description
La place Verte se trouve dans le centre historique de la ville de Huy derrière l'hôtel de ville et à proximité de la Grand-Place, en rive droite de la Meuse, à plus ou moins 250 m du fleuve. De forme presque rectangulaire, elle a une longueur d'une quarantaine de mètres et une largeur d'environ 30 mètres soit une superficie d'approximativement  1 200 m2. Paisible et pittoresque, la place pavée et piétonne est arborée et pourvue d'une douzaine de bancs. Deux étroites voies situées de part et d'autre de l'hôtel de ville venant de la Grand Place ainsi que la rue Saint-Mengold aboutissent à la place qui se prolonge au nord par une voie étroite d'environ 45 m se raccordant aux rues Vierset-Godin, du Coq et Vankeerberghen. La place se trouve à l'arrière et en contrebas de l'institut Sainte-Marie.

## Historique
La physionomie actuelle de la place est donnée en 1897 après la démolition de deux petites habitations accolées à l'église Saint-Mengold. Lieu de marché puis parking, la place est entièrement rénovée en 2013 pour devenir un espace totalement piétonnier planté de six jeunes arbres et équipé de bancs. La place réaffectée est inaugurée le 21 novembre 2013.

## Patrimoine
Trois immeubles bordant la place sont repris sur la liste du patrimoine immobilier classé de Huy.

### L'hôtel de ville
La façade arrière de l’hôtel de ville dont la façade principale fut terminée en 1766 occupe l'emplacement de l'ancienne halle aux grains.

### La maison Nokin
Ancien immeuble patricien du début du XVIe siècle, elle est le siège de la Fondation Bolly-Charlier et se situe au no 6.

### L'église Saint-Mengold
Désaffectée en 1979 l'ancienne église Saint-Mengold accueille aujourd'hui de nombreuses expositions artistiques et culturelles.

## Dans les arts
- Un tableau de Paul Delvaux de 1931 intitulé Église Saint-Mengold à Huy représente la place Verte.

## Galerie

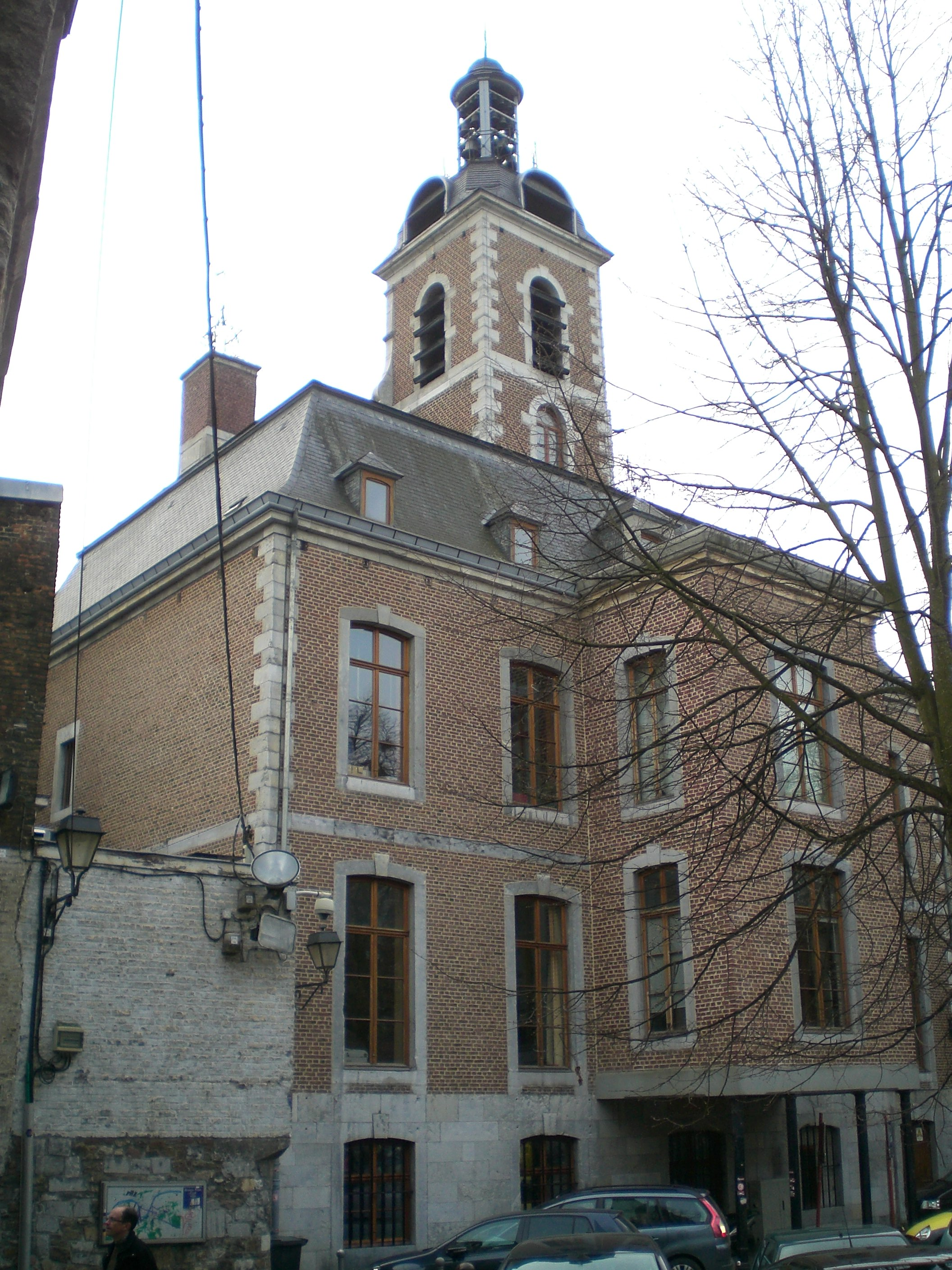
Façade arrière de l'hôtel de ville
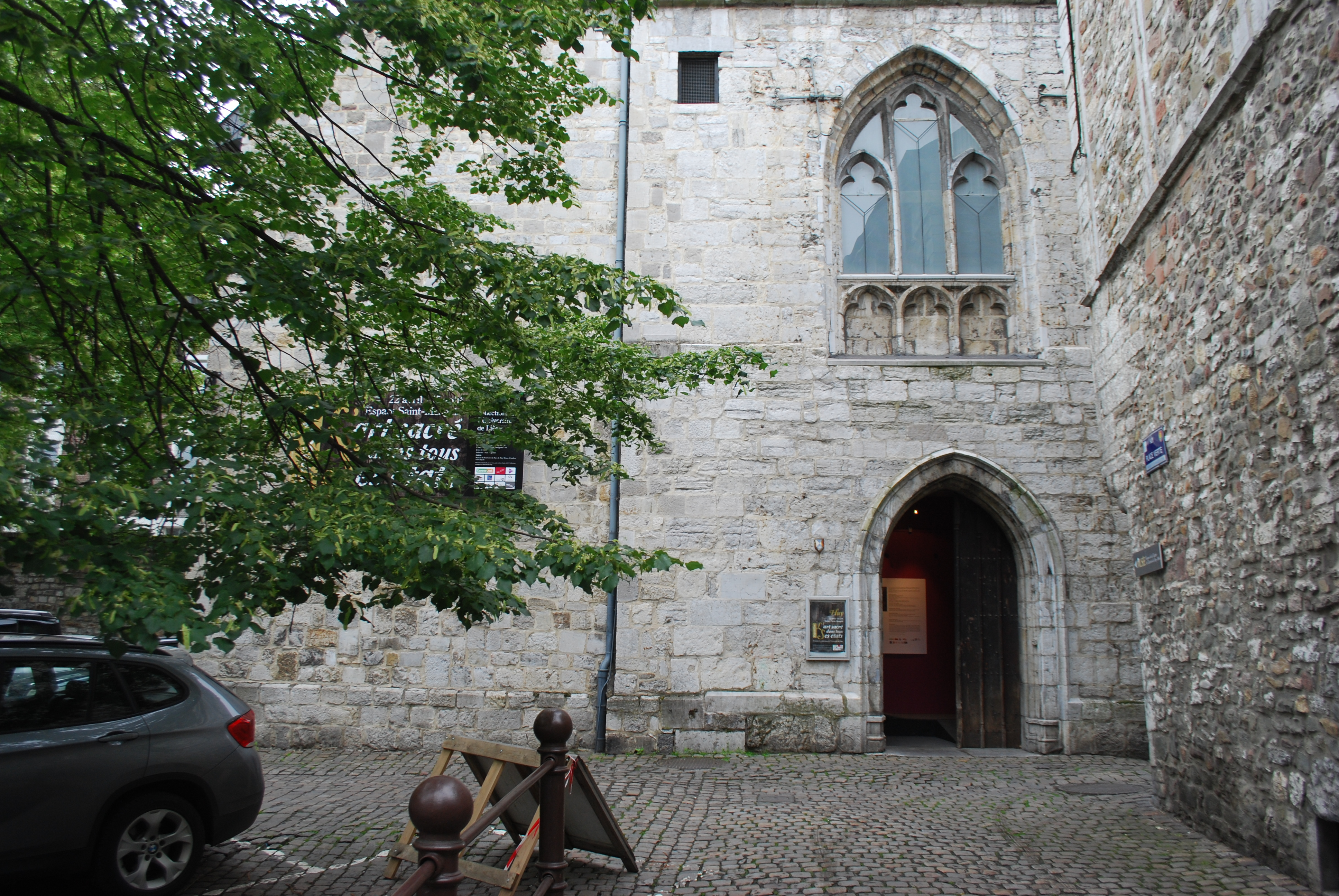
L'église Saint-Mengold
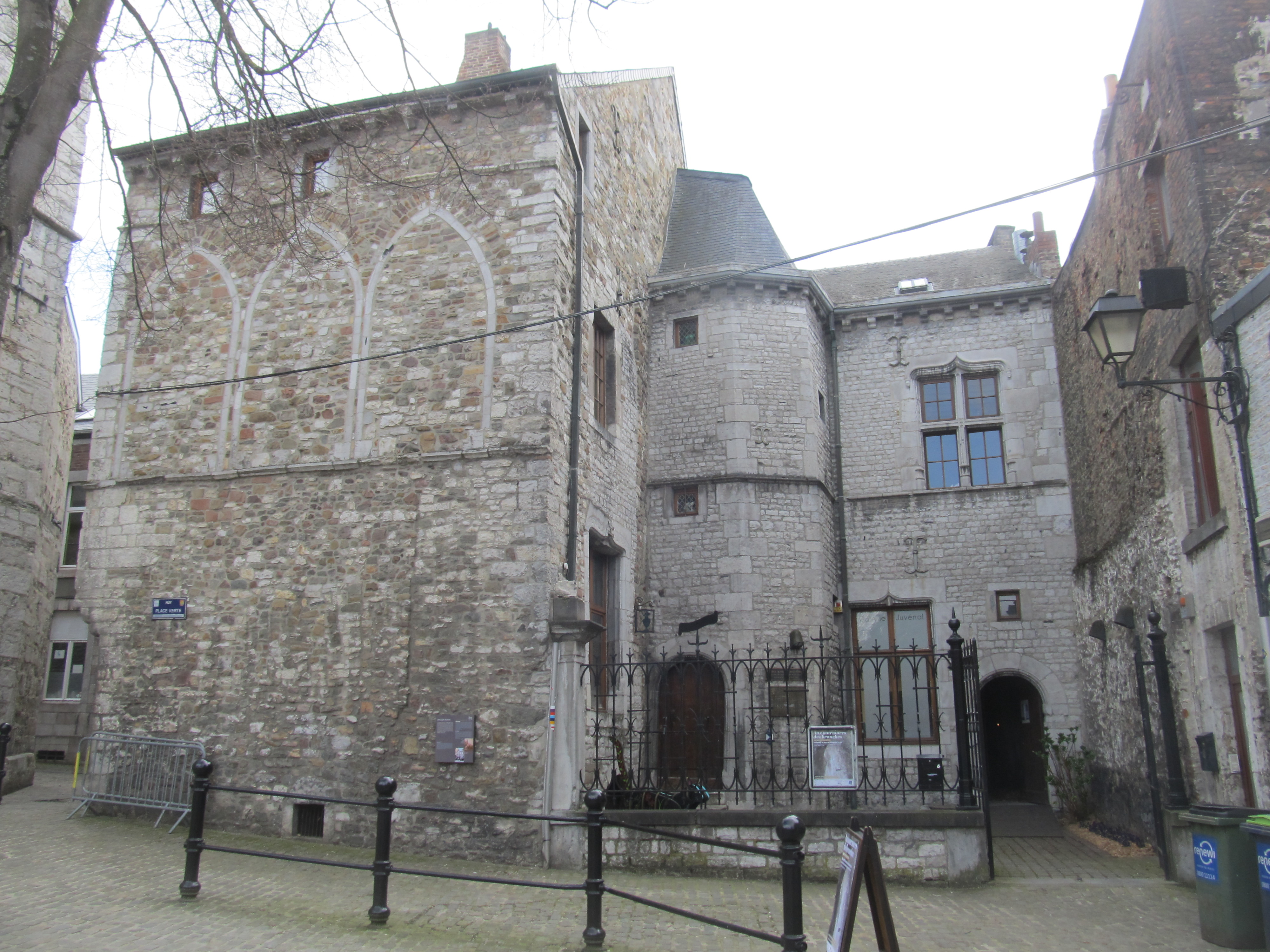
Maison Nokin